# San Sebastián (El Greco, Palencia)
San Sebastián —o El martirio de san Sebastián— es el tema de una obra del Greco, conservada en el museo catedralicio de la Catedral de Palencia. Este tema fue tratado posteriormente por el pintor en otros dos lienzos: San Sebastián (antiguamente en Bucarest) y San Sebastián (Museo del Prado)

## Análisis de la obra

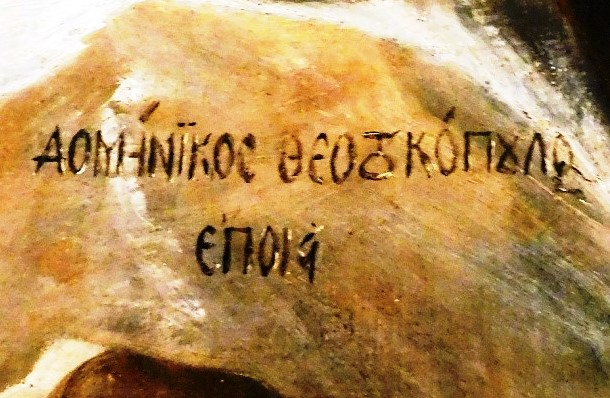
La firma con letras griegas mayúsculas, es propia de las primeras obras del Greco en su etapa española.

### Datos técnicos y registrales
- Pintura al óleo sobre lienzo; 191 x 152 cm;
- Datación:1577-1578 ca., según Wethey (1575-1579,según Gudiol);[1]
- Firmado con letras griegas mayúsculas, en la roca de la parte inferior central: ΔΟMHΝΙΚΟΣ ΘΕΟΤÓΚΠΟYΛΟΣ E´ΠΟIΕΙ;[2]
- Catalogado por Harold Wethey con el n.º 279,  por Gudiol con el 30, y por Tiziana Frati con el 26.[3]

### Descripción de la obra
Este lienzo, realizado al poco de la llegada del pintor a España, muestra a un joven san Sebastián desnudo, atado a un árbol, y con una flecha clavada en el costado. Otras dos flechas aparecen en el tronco del árbol. Su pierna izquierda —flexionada sobre una roca— y la derecha —apoyada en el suelo, con la rodilla tocando la roca— forman un contraposto, resaltando la musculatura del tronco y del brazo derecho, atado a la espalda. El otro brazo, extendido hacia el vértice superior derecho del lienzo, con la mano caída, acentúa la sensación de abandono ante el martirio. El tronco y la cabeza, levemente inclinados hacia su izquierda, muestran una torsión serpentinata típicamente manierista. Tanto el aspecto heroico del santo, el interés por el desnudo —inusual en la pintura española de la época— como la postura inestable y forzada pueden ser ecos de Miguel Ángel, cuyas obras vio el Greco en Roma.
El fondo presenta un cielo azul profundo con trazos blancos de aspecto metálico, un breve paisaje con árboles de tonalidades pardas y verdes, y algunos personajes diluidos en la lejanía, tal vez los ejecutores del suplicio. El ambiente que rodea la figura es muy realista, con una representación veraz de la higuera donde está atado el santo, y una bella captación de su rostro. No hay ninguna referencia sobrenatural, salvo la mirada del mártir dirigida al cielo. El artista utilizó una composición muy similar en una obra tardía: San Jerónimo penitente, en la National Gallery de Washington.
La figura está resuelta con pinceladas gruesas y empastadas, mientras que las del fondo son más finas y sueltas. La gama cromática es más reducida que lo usual en el Greco, con matices grises y pardos en las carnaciones y en el paisaje, en contraste con el brillante azul del cielo. Aunque hay un interesante tratamiento de la luz, cabe destacar la ausencia de un rompimiento de gloria, habitual en obras similares del pintor.

## Estado de conservación
El estado de conservación es óptimo, porqué nunca se ha movido de su emplazamiento original —salvo para exposiciones temporales muy controladas— ni ha sufrido limpiezas o restauraciones abusivas. Incluso la firma, de letras mayúsculas griegas, con reflejos y luces blancas, está muy bien conservada. Por ello, se trata de una obra muy importante para el estudio de la forma de trabajar del Greco.

## Procedencia
- El comitente fue probablemente Luis de Castilla, hijo ilegítimo de Diego de Castilla quien —antes de devenir deán de la Catedral de Toledo en 1551— había sido, canónigo y archidiácono en la Catedral de Palencia. Luis de Castilla conoció al Greco en Roma, donde debió ser fundamental para su traslado a España, y fue el responsable de su primer gran encargo en Toledo —Retablos de Santo Domingo el Antiguo— recomendando el pintor a su padre. Es posible que Luis de Castilla donara esta pintura, agradecido por los esfuerzos del cabildo catedralicio de Palencia para obtener la dispensa "ex defectu natalium".[8]

- Jesús San Martín Payo ha sugerido como posibles donantes al obispo Juan Zapata de Cárdenas o a su protegido, Alonso de Córdoba. Martin Payo se ha basado en un manuscrito del siglo XVI —del Dr. Ascencio García— sobre la historia de la diócesis de Palencia. Según este estudio, el lienzo de San Sebastián era anteriormente propiedad de Don Juan Alonso de Córdoba, el  "brazo derecho del obispo Juan Ramírez Zapata de Cárdenas, patrón de la capilla de San Jerónimo". Dado que Juan Ramírez Zapata de Cárdenas fue obispo de la diócesis de Palencia desde 1570 hasta su muerte en 1577, esto indicaría que este San Sebastián precedería a El Expolio (El Greco, Toledo).[9]

- En los inventarios de la catedral de Palencia, esta obra se menciona en la capilla de san Jerónimo, como perteneciente a la familia Reinoso, lo que ha sugerido la posibilidad de que Francisco de Reynoso y Baeza —secretario del Pío IV— encargara este lienzo al Greco.

A pesar de que la primera teoría parece la más plausible, la identificación del donante continúa siendo actualmente desconocida.